# David Hauser
David Hauser (* 7. März 1989 in Villach) ist ein österreichischer Eishockeystürmer, der derzeit für den EHC Bregenzerwald in der Nationalliga spielt.

## Karriere
Hauser stammt aus dem Nachwuchs des EC VSV und bestritt in der Saison 2008/09 sechs Spiele. Mit der U20-Mannschaft konnte er zweimal den österreichischen Meistertitel gewinnen. Nachdem er im Herbst 2010 bei einem Testspiel bei der VEU Feldkirch nicht erfolgreich war, wechselte Hauser zum EHC Bregenzerwald.

## Erfolge und Auszeichnungen
- 2007 Österreichischer Jugendmeister mit dem EC VSV
- 2008 Österreichischer Jugendmeister mit dem EC VSV